# Mellicta molpadia
Mellicta molpadia är en fjärilsart som beskrevs av Varin 1933. Mellicta molpadia ingår i släktet Mellicta och familjen praktfjärilar. Inga underarter finns listade i Catalogue of Life.